# Вудфордии
Вудфордии (лат. Woodfordia) — ранее выделявшийся род воробьиных птиц из семейства белоглазковых (Zosteropidae). Согласно исследованиям ДНК, виды, относимые к этому роду, входят в род белоглазок (Zosterops).
Название род получил в честь британского натуралиста и колониального деятеля Чарльза Морриса Вудфорда (1852—1927), который открыл на Соломоновых островах первый из двух видов рода — Woodfordia superciliosa.

## Классификация
На май 2020 года в род включали два вида птиц (оба являются эндемиками Соломоновых островов, причём каждый обитает только на одном острове):
- Woodfordia lacertosa (Murphy & Mathews, 1929) — Быстрая вудфордия
- Woodfordia superciliosa North, 1906 — Обыкновенная вудфордия